# August Tholuck
Friedrich August Gottreu Tholuck (Boroszló, 1799. március 30. – Halle an der Saale, 1877. június 10.) német protestáns teológus.

## Élete
Szülővárosa egyetemén kezdte tanulmányait, majd Berlinben folytatta, ahol különösen a keleti nyelvészetet tanulmányozta. 1823-ban Wahre Weihe des Zweiflers című angol, francia, dán, svéd és holland nyelvekre is lefordított és több kiadásban is megjelent művében az evangéliumi tanok lelkes bajnokaként szerepelt. A következő évben Auslegung des Briefes an d. Römer című műve jelent meg, mely szintén több kiadást ért és több idegen nyelvre is lefordították. Ezen időtájban lett rendkívüli teológiai tanár Berlinben, majd 1826-ban rendes tanár Halléban, ahol haláláig dolgozott. Közben 1828-ban és 1829-ben Rómában követségi prédikátor volt. 1843-ban egyszersmind a magdeburgi konzisztorium tagjává is megválasztották.
Dogmatikai munkálatai a Literarischer Anzeiger für christliche Theologie und Wissenschaft című folyóiratban és Strauss Leben Jesu című műve ellen írt Glaubwürdigkeit der evangelischen Geschichte munkájában jelentek meg. A teológia történetére tartoznak következő művei: Vermischte Schriften grösstentheils apologetischen Inhalts (2 kötet); Der Geist der lutheranischen Theologen Wittenbergs im XVII. Jahrhundert; Das akademische Leben im XVII. Jahrhundert; Geschichte des Rationalismus. Mindezek mellett még több kötetre menő egyházi beszéd is jelent meg tőle a keresztény hit főbb tanairól. Teológiai irányzatát részletesen jellemzi Kähler a Herzog-féle Teologischen Realencyklopaedie 2. kiad. XV. kötetének 560-568. old.